# Camañas (kommun)
Camañas är en kommun i Spanien.   Den ligger i provinsen Provincia de Teruel och regionen Aragonien, i den östra delen av landet, 220 km öster om huvudstaden Madrid. Antalet invånare är 135. Arean är 78 kvadratkilometer. Camañas gränsar till Alfambra.
Terrängen i Camañas är platt österut, men västerut är den kuperad.